# Stanjevo
Stanjevo (cyr. Стањево) – wieś w Serbii, w okręgu rasińskim, w gminie Aleksandrovac. W 2011 roku liczyła 1192 mieszkańców.